# Atlas Miller

Carte du Brésil

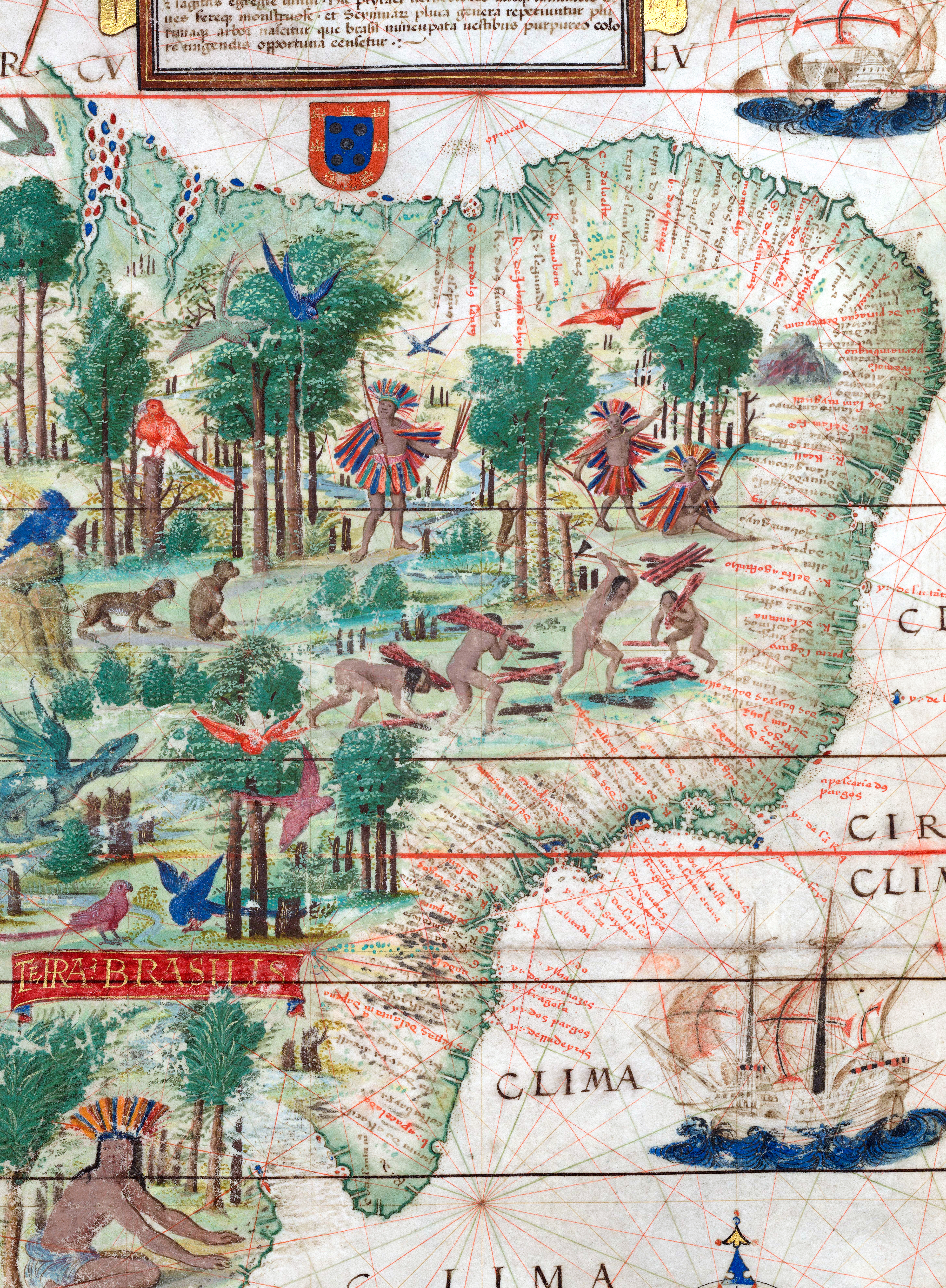
Extrait de la carte précédente

L'atlas Miller est un atlas géographique comprenant une dizaine de cartes maritimes datant de 1519 et étant l'œuvre conjointe des cartographes Pedro (père) et Jorge Reinel (fils), ainsi que Lopo Homem et du miniaturiste et héraut d'armes António de Holanda.

## Description et historique
Les zones géographiques représentées dans l'atlas sont : l'océan Atlantique Nord, l'Europe du Nord, l'Archipel des Açores, Madagascar, l'océan Indien, l'Indonésie, la mer de Chine méridionale, les Moluques, le Brésil et la mer Méditerranée.
Cet atlas a  été réalisé pour le roi du Portugal Manuel Ier, Il témoigne de la représentation du monde portugaise  avant les expéditions de Magellan. Son auteur serait Lopo Homem. Il  été acquis en 1897 par la Bibliothèque nationale de France et porte le nom du bibliothécaire Bénigne Emmanuel Clément Miller, l’un de ses derniers propriétaires privés. Il est conservé dans les collections du département des cartes et plans.